# Hande Yener
Hande Yener (n. 17 ianuarie 1973) este o cântăreață turcă de muzică pop, născută și crescută în Turcia.

## Discografie
- Senden İbaret (2000)
- Extra (2001)
- Sen Yoluna... Ben Yoluma... (2002)
- Așk Kadın Ruhundan Anlamıyor (2004)
- Apayrı (2006)
- Hande Maxi (2006)
- Nasıl Delirdim? (2007)
- Hipnoz (2008)
- Hayrola? (2009)
- Hande'ye Neler Oluyor? (2010)
- Hande'yle Yaz Bitmez-Uzaylı (2010)
- Teșekkürler (2011)
- o meyer hande nerede? (2021)
- Aşkın Her yersiz anne (2021)
- Bugun hayat (2021)
- Bir seviyorum ve paris ve kolay (2021)
- Hande mashup (2021)
- Yasla yasla benim yasla (2021)